# D’Woaldbuama
D’Woaldbuama ist ein Walzer von Johann Strauss (Sohn) (op. 66). Das Werk wurde möglicherweise am 30. Juli 1849 im Gasthaum Zum Goldenen Löwen in Unter-Sievering erstmals aufgeführt.

## Einzelnachweis
1. ↑  Quelle: Englische Version des Booklets (Seite 95) in der 52 CDs umfassenden Gesamtausgabe der Orchesterwerke von Johann Strauß (Sohn), Hrsg. Naxos (Label). Das Werk ist als dritter Titel auf der 36. CD zu hören.